# Atheta paracrassicornis
Atheta paracrassicornis är en skalbaggsart som beskrevs av Lars Zakarias Brundin 1954. Atheta paracrassicornis ingår i släktet Atheta, och familjen kortvingar. Arten är reproducerande i Sverige.